# Кубла-Устюрт
Кубла-Устюрт (узб. Qubla Usturt/Қубла Устурт, каракалп. Qubla Ústirt/Қубла Үстирт) — посёлок городского типа в Кунградском районе Каракалпакстана, Узбекистан. Посёлок расположен в 60 км к востоку от железнодорожной станции Жаслык (на линии Найманкуль — Бейнеу).
Возник при строительстве магистрального газопровода. Статус посёлка городского типа с 1964 года. До 1990-х годов носил название Комсомольск-на-Устюрте.

## Население
| 1970 | 1979 | 1989 |
| ---- | ---- | ---- |
| 645  | 446  | 520  |